# Taiyō Shimokawa
Taiyō Shimokawa (japanisch 下川 太陽 Shimokawa Taiyō; * 7. März 2002 in der Präfektur Osaka) ist ein japanischer Fußballspieler.

## Karriere
Shimokawa erlernte das Fußballspielen in der Jugendmannschaft des Vitoria Matsubara FC sowie Cerezo Osaka. Die U23-Mannschaft des Vereins spielte in der dritten Liga, der J3 League. Bereits als Jugendspieler absolvierte er 16 Drittligaspiele. 2020 wechselte er zum ebenfalls in der dritten Liga spielenden Kamatamare Sanuki.